# Абрамов Юрій Олексійович
Юрій Олексійович Абрамов (нар. 12 листопада 1946, м. Гайсин Вінницької.області) — фахівець у галузі ракетно-космічного та авіаційного приладобудування. доктор технічних наук (1994), професор (1995), головний науковий співробітник науково-дослідного центру Національного університету цивільного захисту України. Заслужений винахідник України

## Біографія
Юрій Абрамов народився 12 листопада 1946 у м. Гайсин Вінницької області.
У 1970 завершив навчання у Харківському вищому командно-інженерному училищі, в якому після того обіймав посаду протягом 1970—1987 років начальника лабораторії.
У 1987 році він став старшим викладачем Харківського вищого командно-інженерного училища, і працював до 1992 року.
У 1993 році Юрій Абрамов став працювати заступником начальника з наукової роботи у Харківському пожежно-технічному училищі, а 1994 року він перейшов на посаду проректора з наукової роботи у цьому ж закладі освіти.
Станом на 2024 рік Юрій Абрамов був головним науковим співробітником науково-дослідного центру Національного університету цивільного захисту України.

## Науковий доробок
До кола наукових інтересів Юрія Абрамова належить проблеми систем керування, передавання та оброблення інформації; вимірювання параметрів фізичних полів різної природи, а також методи математичного моделювання..Він брав участь у розробці командно-вимірювальних приладів інерційних навігаційних та навігаційно-геодезичних систем для ракетно-космічних та авіаційних комплексів; а також побудові технічних систем для визначення параметрів гравітаційного поля в умовах рухомої основи, зокрема автомобільної.
Станом на 2018 рік Юрій Абрамов має 65 патентів України на винаходи та корисні моделі.
Основі праці
- Измерители линейных ускорений. Москва, 1982 (співавтор)
- Теория и техника автоматических систем контроля и управления. Москва, 1982 (співавтор)
- Методы анализа элементов и систем автоматического управления. Х., 1992 (співавтор)
- Основы пожарной автоматики. Х., 1993
- Синтез технических систем определения параметров гравитационного поля в условиях подвижного основания. Х., 1994
- Информационно-измерительные системы. К., 1995 (співавтор); Управление в технических системах с газовым и жидким компонентами. К., 1997 (співавтор);
- Современные средства противопожарной защиты. Х., 1998 (співавтор).

## Відзнаки
- Заслужений винахідник України[джерело?]
- Дипломант у номінації «Науковець» обласний конкурсу «Вища школа Харківщини — кращі імена» (2007)[4]